# بویوک خوجاوار
بویوک خوجاوار (به ترکی آذربایجانی: Böyük Xocavar) یک منطقه مسکونی است که در شهرستان ماساللی در جمهوری آذربایجان واقع شده است. بویوک خوجاوار ۲۱۳۹ نفر جمعیت دارد.